# Movimiento Obrero Socialdemócrata
El Movimiento Obrero Socialdemócrata (MOS) fue un partido político chileno, autodenominado socialdemócrata, existente entre 1976 y 1986, partidario de la dictadura militar de Augusto Pinochet.

## Historia
Fue fundado originalmente como Frente Nacional de Trabajadores Socialdemócratas, en septiembre de 1976, por Sergio Bustamante, exmilitante del Partido Radical (PR) expulsado de esa colectividad por oponerse a la integración del partido a la Unidad Popular en 1969. Se definía como un partido "obrero", manifestándose como anticapitalista y anticomunista. En 1980 apoyó la aprobación de la nueva Constitución.
El 28 de septiembre de 1984 se incorporó al Acuerdo Democrático Nacional, coalición política partidaria de la dictadura militar. El 31 de enero de 1986 constituyó el Frente Democrático de Concordia (Fredeco) junto al Partido Democracia Social, la Democracia Radical (DR), el Partido Democrático Nacional (facción de Apolonides Parra), la Unión Cívica Radical, el Movimiento Javiera Carrera y el Centro Cívico Arturo Matte.
Tras fracasar una serie de conversaciones con el PR y la Social Democracia, el MOS se integró en febrero de 1986 a la DR.